# Просветительство
Просветительство — общественно-политическое течение, представители которого стремились устранить недостатки общества путём распространения идей справедливости и научных знаний.
Просветители боролись против церковной иерархии и религиозной догматики, против схоластического мышления.
В период подготовки буржуазных революций выражало идеологию третьего сословия и нарождающегося капитализма.
К просветителям относились Вольтер, Руссо, Монтескьё, Гердер, Лессинг, Шиллер, Гёте.
Просветительство оказало значительное влияние на формирование народнических и социалистических воззрений.